# Стю Ангер
Стюарт Еррол Ангер (англ. Stewart Errol Ungar; 8 вересня 1953, Мангеттен, Нью-Йорк — 22 листопада 1998, Лас-Вегас) — видатний американський гравець у покер та джин Рамі, якого багато фахівців вважають найкращим в історії гравцем у ці дві гри.[джерело?] Єдиний покерист, який тричі виграв головний турнір Світової серії покеру шляхом турнірної гри (три титули також у Джонні Мосса, але перший з них він отримав шляхом голосування гравців). Крім цього, Ангер довгий час залишався єдиним гравцем, якому вдалося виграти головний турнір WSOP з першого разу (лише Кріс Манімейкер 2003 року зміг повторити це досягнення). Володар п'яти браслетів WSOP.

## Кар'єра
1980 року Ангер взяв участь у турнірі WSOP, прагнучи зіграти на великі ставки. 1997 року він сказав коментатору каналу ESPN Гейбу Каплану, що це була його перша гра в холдем. Ангер виграв турнір, у фінальному поєдинку обігравши легенду покеру Дойла Брансона (5 ♠ 4 ♠ проти Т ♥ 7 ♠) і став наймолодшим переможцем турніру (рекорд пізніше побили Філ Гельмут, Пітер Істгейт і Джозеф Када). Свій титул він захистив 1981 року, обігравши Перрі Гріна (A♥ Д ♥ проти 10 ♣9 ♦).
У середині 1980-х років у Стю почалися проблеми з наркотиками. 1990 року на третій день головного турніру WSOP його знайшли у своєму номері без свідомості через передозування. На той момент він був чіп-лідером турніру й запасу фішок йому вистачило, щоб зайняти в турнірі 9 місце та отримати 20 500 доларів.
1997 року відбулося повернення Ангера у велику гру, попри проблеми зі здоров'ям. Його друг Біллі Бакстер заплатив 10 000 доларів вступного внеску на головний турнір WSOP. Зареєструватися для участі він встиг буквально за секунди до старту турніру. Його фізичний стан був далеким від ідеалу, одного разу він ледь не заснув за столом і лише отримавши догану від своїх друзів зібрався для подальшої гри. Поступово він захопив лідерство та зберігав його до фінального столу. У фінальній грі його суперником став Джон Стржемп (A♥ 4 ♣ проти A♠ 8 ♣).
Більшість виграних 1997 року грошей Ангер витратив на наркотики та ставки на спортивні змагання. 1998 Бакстер знову оплатив Ангеру участь у головному турнірі WSOP, але вже в перший день турніру Ангер заявив що втомився і не хоче грати.
22 листопада 1998 року Стю Ангера знайшли мертвим у кімнаті мотелю «Оазис» в Лас-Вегасі. Розтин показав наявність в організмі слідів наркотиків, але смерть настала не від передозування, а від хвороби серця, викликаної багаторічним їх вживанням.
Загалом на турнірах він виграв 3 428 796 доларів призових. Його біографія стала за основу книзі «One of a kind» і сценарію фільму «High Roller: the Stu Ungar story». Стю Ангера у фільмі зіграв Майкл Імперіолі.

## Відео
- ЛЕГЕНДА ПОКЕРУ Стю Ангер. ЯК ПІДЛІТОК ОБІГРУВАВ ЧЕМПІОНІВ на YouTube